# Sancy-les-Cheminots
Sancy-les-Cheminots é uma comuna francesa na região administrativa de Altos da França, no departamento de Aisne.